# Хубер, Вероника
Веро́ника Ху́бер (нем. Veronika Huber, урожд. Веро́ника Хёльцль, нем. Veronika Hölzl; род. Кицбюэль) — австрийская кёрлингистка и тренер по кёрлингу.
В составе женской сборной Австрии участница чемпионата мира 1991 (заняли девятое место) и шести чемпионатов Европы (наивысшее занятое место — седьмое). В составе женской ветеранской сборной Австрии участница трёх чемпионатов мира среди ветеранов (серебряные призёры в 2013).
Играла в основном на позиции первого (в женской сборной) или на позиции четвёртого (в женской ветеранской сборной).

## Достижения
- Чемпионат Австрии по кёрлингу среди женщин: золото (1985, 1991, 1992), серебро (1990, 1994, 2014, 2015), бронза (2008).
- Чемпионат Австрии по кёрлингу среди смешанных команд: золото (2018), серебро (2013).
- Чемпионат Австрии по кёрлингу среди смешанных пар: бронза (2014).
- Чемпионат мира по кёрлингу среди ветеранов: серебро (2013).
- Почётный приз Всемирной федерации кёрлинга Frances Brodie Award: 1991 (единственная представительница Австрии в числе награждённых этим призом).

## Команды
| Сезон   | Четвёртый          | Третий             | Второй         | Первый              | Запасной                                     | Турниры             |
| ------- | ------------------ | ------------------ | -------------- | ------------------- | -------------------------------------------- | ------------------- |
| 1984—85 | Эдельтрауд Куделка | Christl Naegle     | Ingrid Märker  | Вероника Хёльцль    |                                              | ЧЕ 1984 (7 место)   |
| 1985—86 | Эдельтрауд Куделка | Christl Naegle     | Ingrid Märker  | Вероника Хёльцль    |                                              | ЧЕ 1985 (7 место)   |
| 1990—91 | Эдельтрауд Куделка | Маргит Хольцер     | Анна Эггер     | Вероника Хубер      | Лилли Хуммельт                               | ЧЕ 1990 (9 место)   |
| 1990—91 | Вероника Хубер     | Эдельтрауд Куделка | Анна Эггер     | Маргит Хольцер      | Лилли Хуммельт                               | ЧМ 1991 (9 место)   |
| 1991—92 | Эдельтрауд Куделка | Маргит Хольцер     | Анна Эггер     | Вероника Хубер      |                                              | ЧЕ 1991 (9 место)   |
| 1992—93 | Эдельтрауд Куделка | Вероника Хубер     | Маргит Хольцер | Анна Эггер          |                                              | ЧЕ 1992 (10 место)  |
| 1994—95 | Эдельтрауд Куделка | Маргит Хольцер     | Анна Эггер     | Elke Koudelka       | Вероника Хубер                               | ЧЕ 1994 (9 место)   |
| 2012—13 | Вероника Хубер     | Эдельтрауд Куделка | Anna Reiner    | Heidlinde Gasteiger | Adelheid Wallner тренер: Андреас Унтербергер | ЧМВ 2013            |
| 2013—14 | Вероника Хубер     | Эдельтрауд Куделка | Anna Reiner    | Heidlinde Gasteiger | тренер: Андреас Унтербергер                  | ЧМВ 2014 (13 место) |
| 2015—16 | Вероника Хубер     | Эдельтрауд Куделка | Anna Reiner    | Heidlinde Gasteiger |                                              | ЧМВ 2016 (13 место) |

(скипы выделены полужирным шрифтом)

## Результаты как тренера национальных сборных
| Год  | Турнир                                                   | Сборная                     | Место |
| ---- | -------------------------------------------------------- | --------------------------- | ----- |
| 2017 | Чемпионат мира по кёрлингу среди юниоров (группа Б) 2017 | Австрия (юниоры жен.)       | 17    |
| 2018 | Чемпионат мира по кёрлингу среди юниоров (группа Б) 2018 | Австрия (юниоры жен.)       | 21    |
| 2019 | Зимний Европейский юношеский Олимпийский фестиваль 2019  | Австрия (смешанная команда) | 13    |